# Gyuto

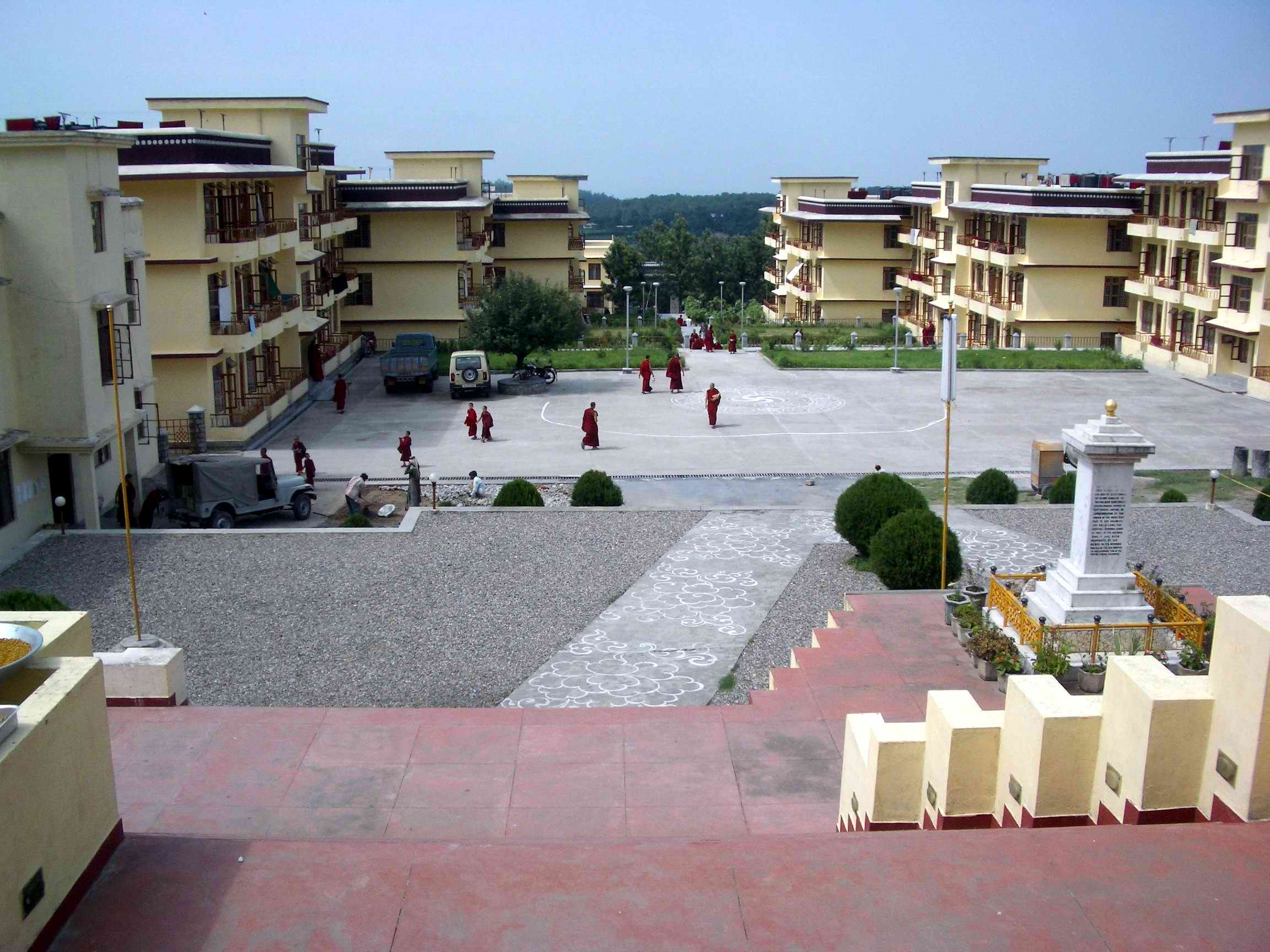
Vue des bâtiments de l'université de Gyuto à Sidhbari, en Inde

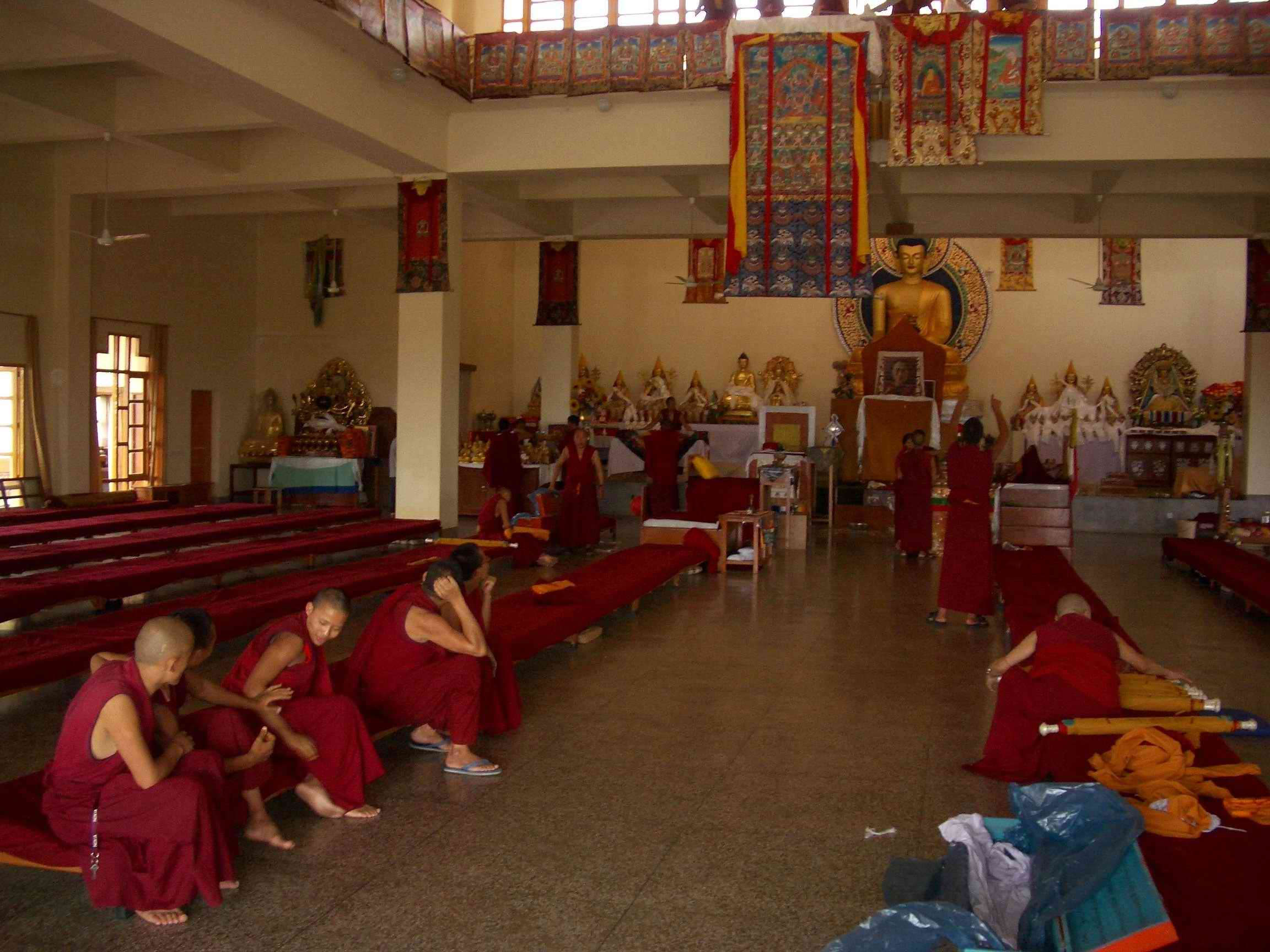
Intérieur du monastère (Gyuto, Sidhbari, Inde)

Gyuto (aussi écrit Gyütö ou Gyüto) est un établissement monastique appartenant à l'école Gelugpa du Bouddhisme tibétain. Il fut fondé en 1475.
Les moines de Gyuto sont célèbres pour leur tradition de chant diphonique, qui a atteint une renommée en Occident depuis la publication de l'enregistrement en 1978 réalisé par David Lewiston, et en 1990 par Windham Hill Records.

## Monastère en Inde
Un monastère de Gyuto a été refondé en Inde, près de Sidhbari, qui est la résidence temporaire du 17e Karmapa, Orgyen Trinley Dorje.

## Films
- 1974 - Tantra Of Gyüto: Sacred Rituals Of Tibet. Dirigé par Sheldon Rochlin et Mark Elliott.
- 1989 - The Gyuto Monks: Timeless Voices